# Salomé (téléfilm)
Pour les articles homonymes, voir Salomé.
Salomé est un téléfilm français réalisé par Pierre Koralnik, diffusé en 1969.

## Synopsis
L'action se déroule au Ier siècle av. J.-C., dans le palais du roi Hérode, tétrarque de Judée. La belle et vénéneuse princesse Salomé, fille de la reine Hérodias suscite bien des convoitises. Hérode, son beau-père, n'est lui-même pas insensible aux charmes de la jeune femme. Or Salomé est éprise du prophète Iokanaan (Jean le Baptiste) retenu prisonnier dans les geôles du royaume. Iokanaan, obnubilé dans ses prophéties, refuse pourtant les avances de la belle princesse. Voulant laver dans le sang cet affront de femme bafouée, Salomé demande à Hérode la tête du Baptiste, offrant comme monnaie d'échange de danser quasiment nue devant lui. Le tétrarque cède finalement à sa requête. 
À partir de la tragédie Salomé qu'Oscar Wilde écrivit en 1891 pour l'actrice Sarah Bernhardt, Pierre Koralnik réalise un film moderne et baroque avec une Salomé (Ludmilla Tcherina) envoûtante et lascive qui explose de sensualité dans un ballet chorégraphié par Maurice Béjart sur une musique de Jean Prodomidès. Une grande partie du film a pour décor le Parc Güell conçu par le grand architecte catalan Antonio Gaudi dans la ville de Barcelone.

## Fiche technique
- Réalisateur : Pierre Koralnik
- Texte : Oscar Wilde
- Musique : Jean Prodomidès
- Chorégraphie : Maurice Béjart
- Photographie : Georges Leclerc
- Décors : François Comtet
- Costumes : Germinal Cassado
- Pays de production :  France
- Format : couleur — 35 mm — 4/3 (1,33:1)
- Production : ORTF
- Diffusion : 9 mai 1969
- Durée : 86 minutes

## Distribution
- Michel Auclair : Hérode
- Ludmilla Tcherina : Salomé
- Madeleine Sologne : Hérodias (Epouse du roi Hérode)
- Jean Paul Zehnacker : Jean-Baptiste
- Richard Leduc  : Le jeune Page
- Christian Delangre : Le jeune Syrien